# Engenho Central de Pindaré-Mirim
O Engenho Central de Pindaré-Mirim ou Engenho Central de São Pedro é um edifício histórico localizado na cidade de Pindaré-Mirim, no Maranhão. Abriga o Centro de Cultura Engenho Central de Pindaré-Mirim.

## Histórico
O Engenho Central de Pindaré-Mirim é um dos mais expressivos exemplares dos engenhos centrais brasileiros. Foi inaugurado em 1884, sendo um importante e exemplar arquitetônico açucareiro do século XIX, portanto, é símbolo histórico do processo econômico agroindustrial do estado.
Ao longo da história, a produção de cana-de-açúcar no Maranhão não recebeu tantos investimentos, como a Companhia Geral do Comércio do Grão-Pará e Maranhão dava ao algodão e ao arroz, sendo de pequena quantidade. Somente no século XIX, em especial na segunda metade, a produção açucareira assume nova dinâmica na província, recebendo investimentos e espalhando-se pelas margens dos rios Itapecuru, Mearim, Grajaú e Pindaré. Nesse período, chegou a superar a produção de algodão, com uso de mão-de-obra escrava, de técnicos e máquinas da Inglaterra, e de trabalhadores livres, além da construção de engenhos modernos como o Engenho d'Água (em Caxias) e o Engenho de São Pedro, em Pindaré-Mirim, que chegou a produzir 2,2 toneladas por dia de açúcar. 
Construído no auge da produção açucareira maranhense, tornou-se um propulsor do desenvolvimento tecnológico. A primeira ferrovia maranhense, com extensão de 13 km, ligava o engenho central ao porto terminal dos canaviais, conhecido por Santa Filomena. Em 1883, por iniciativa da empresa, foi instalado um sistema de iluminação elétrica para os habitantes da região, em situação pioneira no Brasil. O engenho funcionou até 1914, quando a indústria açucareira maranhense entrou em decadência.
O prédio foi inaugurado com forma retangular. Possui 1,8 mil m² de área construída em três pavimentos, paredes externas em alvenaria aparente de tijolos maciços e uma chaminé com a altura de cem pés ingleses, cerca de 30 metros. A firma inglesa Fawcett, Preston & Cia, de Liverpool, foi responsável pela estrutura metálica, o maquinário e a aparelhagem, a construção do Engenheiro e da ferrovia.
O prédio foi tombado pelo IPHAN em 1998.

## Centro de Cultura
O imóvel passou por uma série de reformas pelo Instituto do Patrimônio Histórico e Artístico Nacional (IPHAN) em 2018, passando por adaptações para receber o Centro de Cultura Engenho Central de Pindaré-Mirim , com exposições permanentes e temporárias, memorial, biblioteca, cineteatro, salas de capacitação e realização de eventos culturais entrando em funcionamento em 2019. 
A primeira exposição realizada foi a Recortes do Pindaré: uma mostra fotográfica que ilustra o cotidiano da cidade, a riqueza cultural, como trajes e instrumentos das caixeiras, bumba-meu-boi e dança indígena, entre outros.
O município já dispõe de uma unidade plena (ensino integral) do IEMA e o Engenho Central passou a abrigar uma unidade vocacional.